# Parada Harmonia
A Parada Harmonia é uma das estações do VLT Carioca, situada no Rio de Janeiro, entre a Parada Providência e a Parada dos Navios/Valongo. Faz parte da Linha 1, apenas no sentido Terminal Intermodal Gentileza–Santos Dumont.
Foi inaugurada em 4 de junho de 2017. Localiza-se na Rua Antônio Lage, ao lado da Praça da Harmonia. Atende o bairro da Gamboa.